# Malenin (województwo pomorskie)
Malenin (kaszb. Malenënò, niem. Mahlin) – wieś kociewska w Polsce położona w województwie pomorskim, w powiecie tczewskim, w gminie Tczew.
W latach 1975–1998 miejscowość administracyjnie należała do województwa gdańskiego.
Inne miejscowości o nazwie Malenin: Malenin